# Campionati europei di atletica leggera 1946 - Getto del peso maschile
La gara del getto del peso maschile si tenne il 23 agosto 1946.

## Risultati

### Qualificazione
| Pos | Nome                | Nazione | Misura | Note |
| --- | ------------------- | --- | ------ | ---- |
| 1   | Gunnar Huseby       | Islanda | 15.64  | Q    |
| 2   | Thage Pettersson    | Svezia | 14.72  | Q    |
| 3   | Yrjö Lehtilä        | Finlandia | 14.50  | Q    |
| 4   | Witold Gerutto      | Polonia | 14.49  | Q    |
| 5   | Eivind Sværen       | Norvegia | 14.33  | Q    |
| 6   | Dmitriy Goryainov   | [[File: Flag of the Soviet Union (1936 – 1955).svg\|class=noviewer\| Unione Sovietica (bandiera)\|border\|20x16px]] Unione Sovietica | 14.32  | Q    |
| 7   | Roland Nilsson      | Svezia | 14.20  | Q    |
| 8   | Sulo Bärlund        | Finlandia | 14.11  | Q    |
| 9   | Lars Ulgenes        | Norvegia | 14.02  | Q    |
| 10  | Čestmír Kalina      | Cecoslovacchia | 13.60  |      |
| 11  | Dave Guiney         | Irlanda | 13.57  |      |
| 12  | Roger Verhas        | Belgio | 12.77  |      |
| 13  | Mieczysław Łomowski | Polonia | 12.53  |      |

### Finale
| Pos | Nome              | NAzione | Misura | Note |
| --- | ----------------- | --- | ------ | ---- |
| 1   | Gunnar Huseby     | Islanda | 15.56  |      |
| 2   | Dmitriy Goryainov | [[File: Flag of the Soviet Union (1936 – 1955).svg\|class=noviewer\| Unione Sovietica (bandiera)\|border\|20x16px]] Unione Sovietica | 15.25  |      |
| 3   | Yrjö Lehtilä      | Finlandia | 15.23  |      |
| 4   | Roland Nilsson    | Svezia | 15.16  |      |
| 5   | Thage Pettersson  | Svezia | 14.87  |      |
| 6   | Sulo Bärlund      | Finlandia | 14.75  |      |
| 7   | Eivind Sværen     | Norvegia | 14.34  |      |
| 8   | Lars Ulgenes      | Norvegia | 14.28  |      |
| 9   | Witold Gerutto    | Polonia | 13.90  |      |